# Organización político-administrativa de Madrid

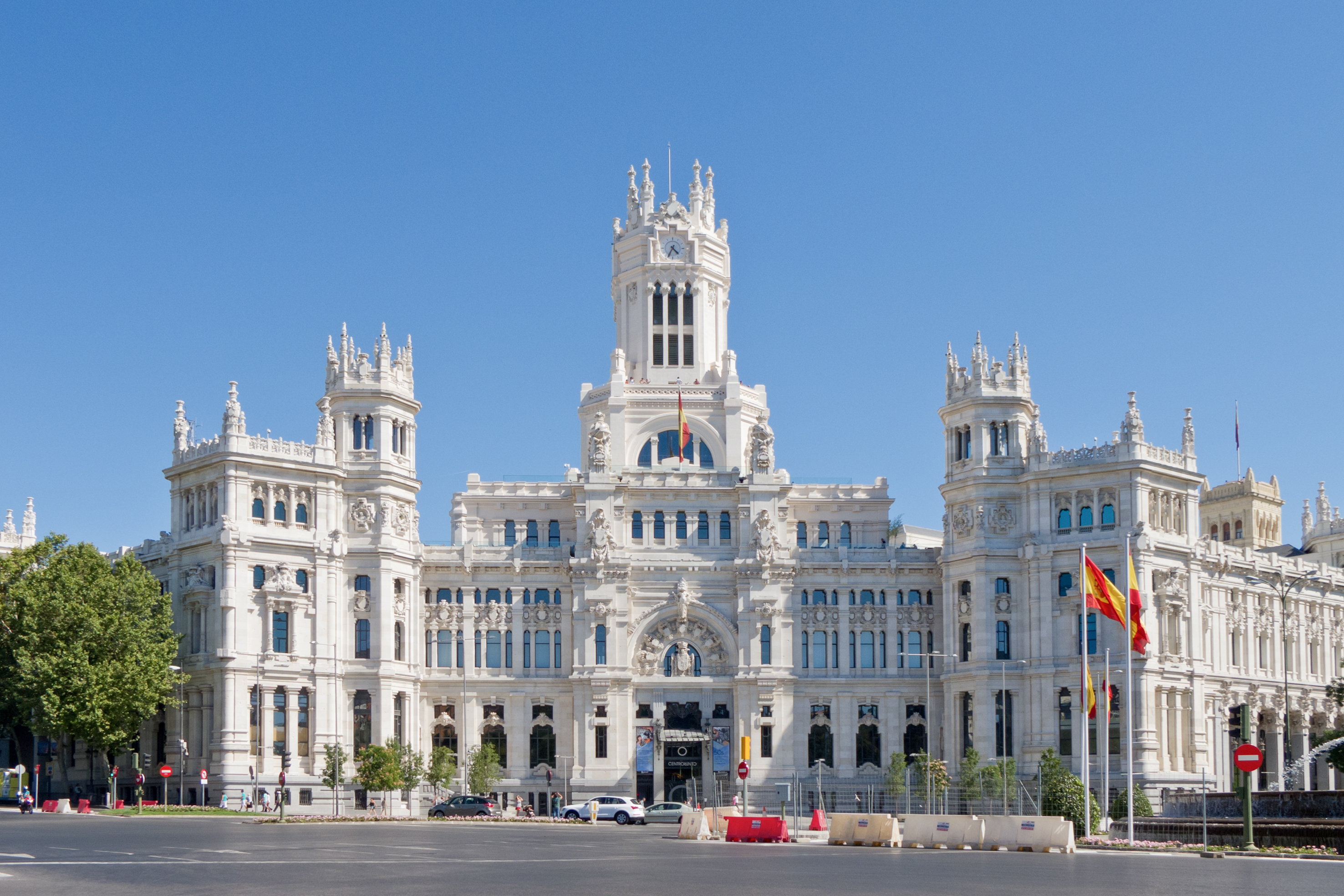
El Palacio de Cibeles, sede del Ayuntamiento de Madrid.

La ciudad de Madrid está gobernada por el Ayuntamiento de Madrid, cuyos representantes se eligen cada cuatro años por sufragio universal de todos los ciudadanos mayores de 18 años de edad. El órgano está presidido por el Alcalde de Madrid, actualmente el popular José Luis Martínez-Almeida.
Madrid está dividido administrativamente en 21 distritos, que a su vez se subdividen en 131 barrios, no necesariamente coincidentes con los barrios tradicionales. Cada uno de los distritos está administrado por una Junta Municipal de Distrito, con competencias centradas en la canalización de la participación ciudadana de los mismos.

## Historia de la organización administrativa de Madrid

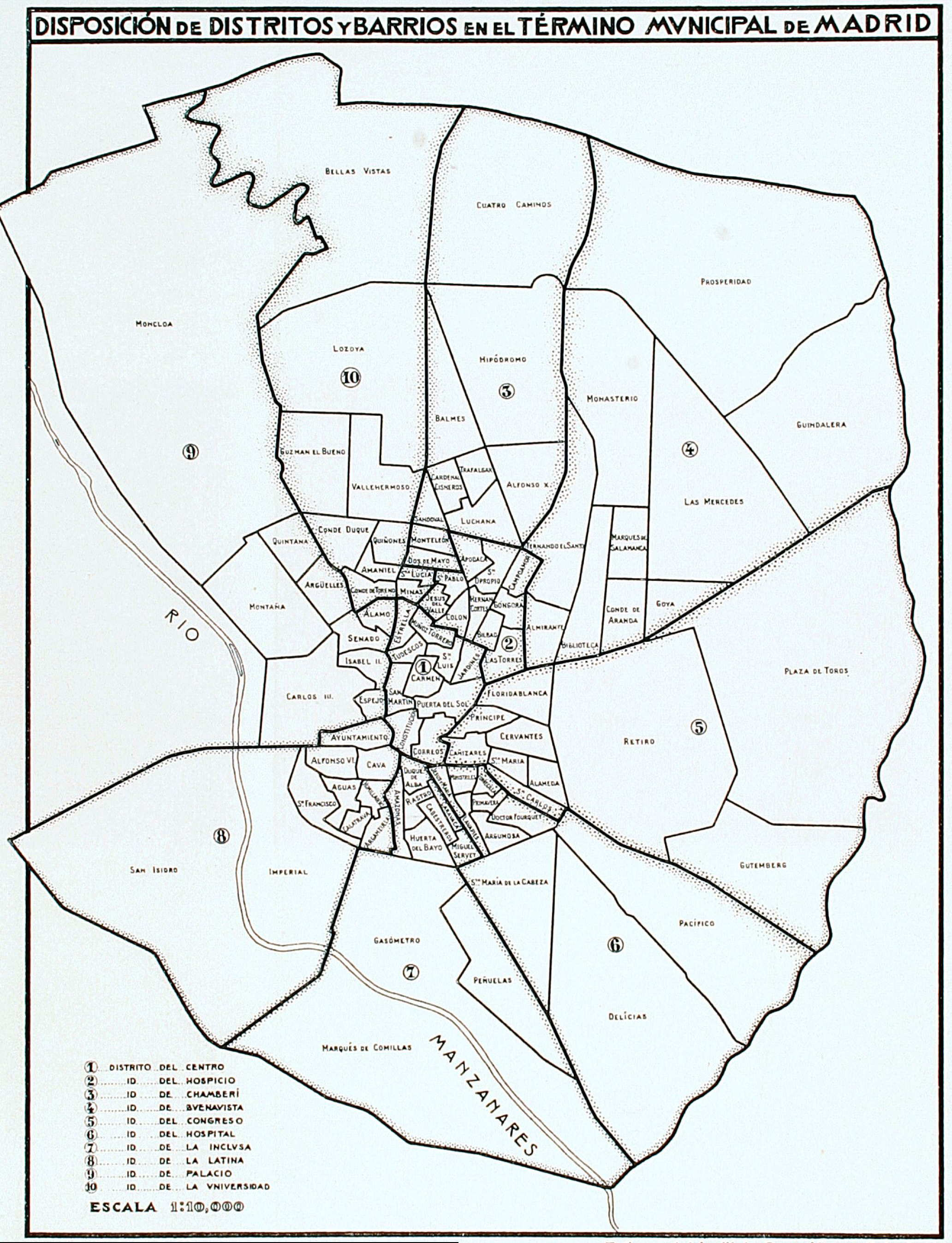
División por distritos y barrios de Madrid (1902-1955). En la imagen sin el barrio de Casa de Campo ni la Necrópolis del Este.

En el siglo XX se moderniza y descentraliza la Administración territorial municipal. Si el siglo se inicia con la división de 1902 que extiende la fragmentación en distritos y barrios a todo el término municipal, termina, a efectos de Administración territorial, con la de 1988, que supone la consagración del distrito como pieza básica de la descentralización.
La división propuesta en 1898 por el conde de Romanones y aprobada en 1902 representa, frente a la anterior de 1863, la novedad de extenderse a todo el municipio y de buscar la homogeneidad demográfica de los diez distritos establecidos (Centro, Hospicio, Chamberí, Buenavista, Congreso, Hospital, Inclusa, Latina, Palacio, y Universidad). Al aprobar el Reglamento de 25 de octubre de 1897, el alcalde ya había advertido que las alcaldías de barrio no debían ser consideradas como un cargo de lujo, ya fuera en sistema de patriarcado o de representación política, sino que exigían mucho trabajo riguroso y entrañaban grave responsabilidad. La división de 1898-1902 supone un paso más en esta asunción de responsabilidades.
Desde el punto de vista territorial, se consolida el trazado radial, inherente en las primeras divisiones que correspondían a las áreas de las parroquias apoyadas en los principales caminos de salida del recinto: ahora la ciudad se distribuye radialmente (radialidad de Madrid compuesta por sextantes naturales formados por sus caminos-linderos) alrededor de un núcleo central. El libro Madrid, fronteras y territorio, de Martín, Gaviera y Ruiz Valera, que publicó el Ayuntamiento de Madrid en 1992, da exacta cuenta de las delimitaciones, superponiendo de forma muy esclarecedora las sucesivas divisiones.
División de 1955

Comparación del término municipal de Madrid previo a las anexiones con los de los municipios que absorbió durante el mandato del alcalde José Moreno Torres.

De 1955 es la siguiente división, que se limita, pese a todos los cambios acaecidos, a ampliar el trazado de 1902, extendiendo los distritos hasta los límites de los términos municipales anexionados. Es, pues, una solución conservadora que impone como única lógica territorial la de Madrid, perdiendo personalidad los municipios incorporados. Los distritos centrales permanecían inalterados. Los antes términos municipales quedaban transformados en distritos, mediante la reunión de dos o más de ellos o, a la inversa, la segregación de partes para incorporarse a otros distintos.
En opinión de los expertos este conservadurismo, que no reconoce ni el incremento poblacional, ni la complejidad social y económica, ni las nuevas líneas maestras sobre el territorio creadas por las infraestructuras ferroviarias, aumenta la disfuncionalidad de la división y hace que algunos distritos, como Vallecas o Fuencarral, tengan en su interior verdaderas barreras ferroviarias. La red viaria, por tanto, sigue siendo la trama directora de la división administrativa. Todo ello hace de la división de 1955 la más criticada.
Los distritos resultantes son doce, suprimidos tres y creados cinco nuevos: Centro, Latina, Universidad, Chamberí, Tetuán, Chamartín, Ventas, Buenavista, Retiro-Mediodía, Arganzuela-Villaverde, Carabanchel y Vallecas.
División de 1970
Que la de 1955 se trataba de la perpetuación de un modelo obsoleto lo prueba que en 1970, solo quince años después, se procediera a una nueva división. Los cambios habían sido muchos y hacían imprescindibles nuevas demarcaciones más acordes con las nuevas realidades territoriales y socioeconómicas. Se convertían así en distritos barrios de fuerte densidad de población y suficiente homogeneidad, aunque no fueran muy grandes, mientras que se mantenía un distrito de Fuencarral de gran superficie (incluye El Pardo, El Goloso, etc.) pero de baja densidad de población. De modo que en 1970 se impusieron criterios de coherencia técnica y territorial sin prescindir de la historia.
Esta vez la demarcación se apoyaba en la recién definida red arterial, siguiendo el criterio habitual de no tener en cuenta más que la red viaria y las otras infraestructuras. Se reconfiguran los distritos de la llamada «almendra» central, que se amplían hasta siete, manteniendo los límites históricos: Centro, Arganzuela, Retiro, Salamanca, Chamartín, Tetuán y Chamberí. Los otros once que completan los dieciocho establecidos son: Fuencarral-El Pardo, Moncloa, Latina, Carabanchel, Villaverde, Mediodía, Vallecas, Moratalaz, Ciudad Lineal, San Blas y Hortaleza. Hay que tener en cuenta que en este momento funcionaba el área metropolitana de Madrid, integrada por veintidós municipios.
División de 1988

División actual en distritos:
1) Centro; 2) Arganzuela; 3) Retiro; 4) Salamanca; 5) Chamartín; 6) Tetuán; 7) Chamberí; 8) Fuencarral-El Pardo; 9) Moncloa-Aravaca; 10) Latina; 11) Carabanchel; 12) Usera; 13) Puente de Vallecas; 14) Moratalaz; 15) Ciudad Lineal; 16) Hortaleza; 17) Villaverde; 18) Villa de Vallecas; 19) Vicálvaro; 20) San Blas-Canillejas; 21) Barajas.

La última división es de 1988. Terminada la transición política y elegidos los primeros ayuntamientos democráticos en 1979, aprobado el Plan General de Ordenación Urbana de 1985, la voluntad de combatir la segregación social y funcional y de hacer más eficiente la Administración municipal lleva a la nueva división acordada el 27 de marzo de 1987 y que entró en vigor el 1 de julio de 1988.
Se trataba de descentralizar la gestión municipal, de reconocer en términos administrativos hechos territoriales diferenciados y de optimizar los servicios municipales. Ello condujo a aumentar los distritos a veintiuno, mientras se mantenía el número de barrios en ciento veintiocho. La nueva división completa el sistema de coronas en torno a la central: se separan Usera de Villaverde y el Puente de Vallecas de la Villa y la desaparición de Mediodía.
En cuanto a los límites de distritos y barrios, se hace un esfuerzo por atenuar el efecto barrera de las vías férreas, aunque no se sigue del todo. El ferrocarril sigue, sin embargo, sin vertebrar el territorio: solo la prioridad concedida en los últimos años del siglo a la red ferroviaria de cercanías y la construcción del Metrosur están consiguiendo reducir los efectos frontera que a lo largo de todo el siglo han supuesto las infraestructuras.

## Política

### Órganos de gobierno
| Alcaldes de Madrid desde la restauración de la democracia |         |         |
| Nombre                                                    | Mandato | Mandato |
| Enrique Tierno Galván (PSOE)                              | 1979    | 1986    |
| Juan Barranco (PSOE)                                      | 1986    | 1989    |
| Agustín Rodríguez Sahagún (CDS)                           | 1989    | 1991    |
| José María Álvarez del Manzano (PP)                       | 1991    | 2003    |
| Alberto Ruiz-Gallardón (PP)                               | 2003    | 2011    |
| Ana Botella (PP)                                          | 2011    | 2015    |
| Manuela Carmena (Ahora Madrid)                            | 2015    | 2019    |
| José Luis Martínez-Almeida (PP)                           | 2019    |         |

#### Junta de Gobierno de la Ciudad
La Junta de Gobierno de Madrid se encarga de administrar los impuestos municipales, para costear los servicios públicos y la construcción de infraestructuras. Está presidida por el alcalde.

#### Juntas Municipales de Distrito
La ciudad de Madrid está dividida en 21 distritos, que a su vez están gobernados por sus correspondientes Juntas Municipales. Estos órganos se encargan del gobierno de una manera mucho más local, ya que en una ciudad como Madrid sería casi imposible administrar tanta población de manera completamente centralizada. Hay que tener en cuenta que uno solo de estos distritos puede tener más población que muchas capitales de provincia.

### Elecciones
El censo electoral de la ciudad de Madrid está compuesto por todos las personas de nacionalidad española, empadronadas en la ciudad y mayores de 18 años.
| Partido                 | 1979    | 1981    | 1987    | 1991      | 1995    | 1999    | 2003    | 2007    | 2011    | 2015    | 2019    |
| ----------------------- | ------- | ------- | ------- | --------- | ------- | ------- | ------- | ------- | ------- | ------- | ------- |
| PP                      | –       | 631.183 | 553.817 | 701.759   | 945.419 | 734.921 | 874.264 | 875.571 | 756.952 | 563.292 | 394.708 |
| PSOE                    | 622.971 | 808.350 | 663.837 | 510.114   | 496.773 | 534.700 | 625.148 | 486.826 | 364.600 | 249.152 | 223.582 |
| Ahora Madrid/Más Madrid | –       | –       | –       | –         | –       | –       | –       | –       | –       | 519.210 | 503.990 |
| PCE/IU                  | 231.268 | 113.112 | 100.324 | 144.457   | 279.015 | 128.731 | 123.015 | 136.881 | 163.706 | 27.869  | 42.855  |
| Cs                      | –       | –       | –       | –         | –       | –       | –       | –       | 2.866   | 186.059 | 311.617 |
| UPyD                    | –       | –       | –       | –         | –       | –       | –       | –       | 119.601 | 29.823  | 1.882   |
| UCD                     | 639.925 | –       | –       | –         | –       | –       | –       | –       | –       | –       | -       |
| CDS                     | –       | 50.824  | 245.693 | 43.078    | –       | –       | –       | –       | –       | –       |         |
| VOX                     | –       | –       | –       | –         | –       | –       | –       | –       | –       | 9.867   | 124.252 |
| Abstención              | 578.452 | 695.731 | 727.482 | 1.019.479 | 730.768 | 994.206 | 772.215 | 820.605 | 756.747 | 743.206 |         |

La asignación de escaños en España, y por lo tanto en Madrid, se realiza mediante el Sistema D'Hondt, de forma que este reparto no corresponde de manera totalmente proporcional a los votos emitidos.

#### 2003

Concejales del Ayuntamiento de Madrid tras las elecciones municipales del 2003.

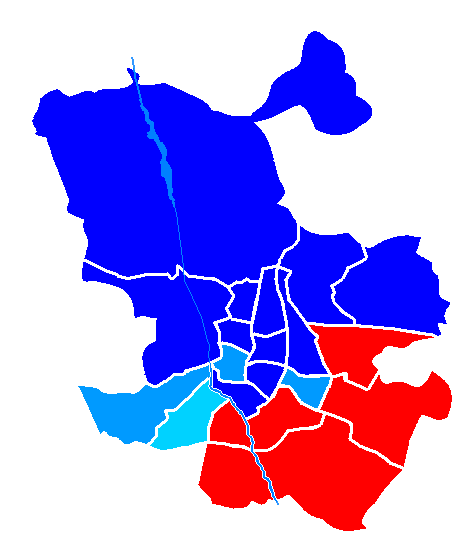
Mapa por distritos de las elecciones municipales del 2003:
Mayoría del PP con más del 50%.
Mayoría del PP con menos del 50% pero superior a la suma PSOE-IU.
Mayoría del PP pero inferior a la suma PSOE-IU.
Mayoría simple del PSOE.

En las elecciones municipales de 2003 se presentaron en la ciudad 19 partidos políticos, de los que solo tres consiguieron representación parlamentaria: el Partido Popular con 874.264 votos, el Partido Socialista de Madrid-PSOE con 625.148 e Izquierda Unida con 123.015.
El resto de partidos, por orden de votos recibidos fueron Los Verdes con 26.448 votos, Los Verdes Comunidad de Madrid con 9.944, Izquierda Republicana con 3.553, Partido Familia y Vida con 3.094, FE/La Falange con 2.174, Centro Democrático y Social con 2.136, Falange Española Independiente con 1.113, Partido Humanista con 1.022, Partido Regional Independiente Madrileño con 903, Tierra Comunera con 820, Otra Democracia es Posible con 810, Partido Demócrata Español con 801, Falange Auténtica con 635, Inmigrantes con Derechos de Igualdad y Obligaciones con 479 y Federación Republicana con 478 votos.

#### 2007

##### Candidaturas
Alberto Ruiz-Gallardón, del Partido Popular, fue elegido como alcalde de Madrid en los anteriores comicios de 2003. Su reelección como candidato no fue ninguna sorpresa (se daba por supuesta), y tuvo lugar el 14 de enero de 2007 en un acto realizado por su partido en un salón de Ifema, que si bien tuvo un gran aforo, no tuvo tanta repercusión a nivel nacional.
La elección del candidato del PSOE a la alcaldía de la capital, sin embargo, fue algo más accidentada y dio bastante más juego a los medios de comunicación. Desde un principio se pensó que la candidata de las últimas elecciones, Trinidad Jiménez, sería quien volviera a repetir la candidatura. Esta idea se vino abajo cuando el 6 de septiembre de 2006 fue elegida por el presidente del gobierno para ocupar la Secretaría de Estado para Iberoamérica. A partir de ese momento fueron muchos los posibles candidatos socialistas que se barajaron en los círculos de opinión: el exsecretario General de la OTAN, Javier Solana; el expresidente del Gobierno, Felipe González; el concejal Pedro Zerolo; el portavoz del PSOE en el Congreso, Diego López Garrido; el rector de la Universidad Carlos III, Gregorio Peces-Barba; etc.
Los rumores cesaron temporalmente cuando el 10 de octubre de 2006 el PSOE realizó una propuesta oficial al ex ministro de Defensa, José Bono, para que aceptara el cargo. Sin embargo, Bono, que pareció dispuesto a aceptarlo en un primer momento, acabó rechazando la propuesta al día siguiente. Desde ese momento, el nombre que empezó a tomar fuerza fue el de María Teresa Fernández de la Vega, no sin la oposición de algunos colectivos que la preferían en su cargo de Vicepresidenta del Gobierno. Finalmente, la incógnita se despejó el 25 de octubre de 2006: Miguel Sebastián, hasta ese momento director de la Oficina Económica del presidente del Gobierno, y prácticamente desconocido por la ciudadanía, fue el candidato designado por el presidente del gobierno, José Luis Rodríguez Zapatero, para la alcaldía de la capital.
El mismo día en que se conoció quién iba a ser su principal adversario político, Ruiz-Gallardón aseguró que «es Zapatero quien, a través de Sebastián, ha decidido librar la batalla política por la alcaldía de Madrid y será él quien asuma las consecuencias», una idea que mantuvo durante los meses posteriores. Ante esta afirmación, Zapatero respondió en enero de 2007, preguntado por la prensa, que «para que exista la confrontación hace falta ser candidato a la Presidencia del Gobierno», y que «no sé qué estará pensando él», [...] «yo lo que puedo asegurar es que no me presento a la alcaldía de Madrid».
El candidato a la alcaldía de Madrid por Izquierda Unida, el tercer partido con representación en el Ayuntamiento, es Ángel Pérez. La Presidencia Regional de IU-Comunidad de Madrid le propuso el 31 de mayo de 2006, y el Consejo Político Regional de Izquierda Unida le designó definitivamente como candidato el 3 de junio de 2006, en una votación con todos los votos válidos a su favor. A pesar de sus años de experiencia, una encuesta en el diario La Razón aseguraba en enero de 2007 que Ángel Pérez es un político desconocido por siete de cada diez madrileños. La candidatura de Pérez fue recurrida a la Comisión de Garantías de IU por el sector comandado por Virginia Díaz e Inés Sabanés. La comisión de garantías anuló la elección de Pérez como candidato, a lo que este contestó afirmando que la Comisión carecía de competencias para apartarle de la candidatura. Finalmente, los dos sectores enfrentados llegaron a un acuerdo, dejando la candidatura a la comunidad a Sabanés y la candidatura a la alcaldía a Pérez.

Mapa por distritos de las elecciones municipales del 2007.:
Mayoría del PP con más del 50%.
Mayoría del PP con menos del 50% pero superior a la suma PSOE-IU.
Mayoría del PP pero inferior a la suma PSOE-IU.
Mayoría simple del PSOE.

##### Resultados
1.584.850 madrileños participaron en las elecciones, lo que supuso un 65,89% del total, tres puntos inferior a la del año anterior. De estos votos 8.371 fueron nulos y 32.066 blancos. Esto supuso que los votos en blanco fueron la cuarta opción predominante, detrás de los tres partidos que obtuvieron representación.
Por número de votos, los principales partidos fueron el Partido Popular, con 34 concejales y 875.571 votos (55,54%), el Partido Socialista de Madrid, con 486.826 votos (30,88%) y 18 concejales e Izquierda Unida Comunidad de Madrid con 136.881 votos (8,68%) y 5 concejales. Muy por detrás, los siguientes partidos por número de votos fueron Los Verdes de Madrid con 14.011 votos (0.89%), Alternativa Española con 6.140 votos, Partido Antitaurino contra el maltrato Animal con 3.166 votos, PUM-J (Por un Mundo más Justo) con 2.501, Centro Democrático Liberal con 2.194 votos. Otros ocho partidos políticos obtuvieron un rango de votos de entre 1.000 y 2.000: FE-JONS, PM, CDS, DN, PFyV, PCPE, LF e IR. Nueve partidos más obtuvieron menos de 1.000 votos: PH, TC, ID, FA, TCAP, UCL, INDIO, UL y PAIE.
Con estos resultados, Alberto Ruiz-Gallardón se mantuvo en la alcaldía sin necesidad de pactos, al conseguir la mayoría absoluta.
En relación con el año anterior el PP obtuvo algo más de 1300 votos más. El PSM perdió algo más de 138.300 votos, e IU-M consiguió casi 114.000 votos más. Acudieron a las urnas casi 50.000 personas menos que en 2003.

#### 2011

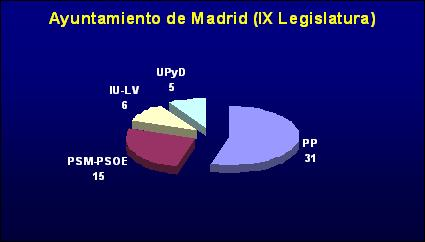
Concejales del Ayuntamiento de Madrid tras las elecciones municipales del 2011.

##### Candidaturas
Alberto Ruiz-Gallardón volvió a repetir como candidato del PP. El 22 de mayo de 2011 el PSOE presentó al Secretario de Estado para el Deporte Jaime Lissavetzky como candidato. Por IU Ángel Pérez volvió a repetir como candidato. Mientras que UPyD realizó elecciones primarias para elegir a su candidato; se presentaron cuatro candidatos siendo David Ortega el elegido por los afiliados madrileños con el 64% de los votos.

##### Resultados
1.551.613 madrileños participaron en las elecciones, lo que supuso un 67,22% del total, un punto superior a las anteriores elecciones municipales. De estos votos 28.239 fueron nulos y 43.292 blancos. Esto supuso que los votos en blanco fueron la quinta opción predominante, detrás de los cuatro partidos que obtuvieron representación.
Por número de votos, los principales partidos fueron el Partido Popular, con 31 concejales y 756.952 votos (49,69%), el Partido Socialista de Madrid, con 364.600 votos (23,93%) y 15 concejales, Izquierda Unida Comunidad de Madrid con 163.706 votos (10,75%) y 6 concejales y Unión Progreso y Democracia con 5 concejales y 119.601 votos (7,85%). Muy por detrás, los siguientes partidos por número de votos fueron ECOLO con 13.425 votos (0,88%), CenB con 10.795 votos, PACMA con 7.071 votos, PUM+J con 6.456. Otros once partidos políticos obtuvieron un rango de votos de entre 5.000 y 1.000: AES, PIRATA, REG, PARFE, Cs, FE, PFyV, PCPE, PH, FE de las JONS, PDMA. Seis partidos más obtuvieron menos de 1.000 votos: ULEG, POSI, FA, CYD, PCAS, UCE.
En relación con las elecciones anteriores el PP obtuvo casi 121.000 votos menos. El PSM perdió algo más de 123.000 votos, IU-LV consiguió casi 27.000 votos más y UPyD que se presentaba por primera vez a unas elecciones municipales logró representación, de forma que los grupos políticos en el ayuntamiento son cuatro por primera vez en veinte años. Acudieron a las urnas casi 33.000 personas más que en 2007.